# Aechmea muricata
Aechmea muricata là một loài thực vật có hoa trong họ Bromeliaceae. Loài này được (Arruda) L.B.Sm. mô tả khoa học đầu tiên năm 1961.